# لیندن (کایزرسلاوترن)
لیندن (به آلمانی: Linden) یک شهر در آلمان است که در کایزرسلاوترن واقع شده‌است.